# محمد بن عبد المعين بن عون
الشريف محمد بن عبد المعين بن عون العبدلي (1790- 1858)، هو أحد أمراء الحجاز وأشراف مكة، تولى الإمارة للمرة الأولى من عام 1827-1851، ثم نفي إلى الأستانة لمدة خمس سنوات تقريبًا من عام 1851-1856، ثم تسلم الإمارة مرة أخرى عام 1856 وبقي فيها حتى توفي. وطد الأمر له ولآل عون في الحجاز بعد قيامه بمعارك وغزوات عديدة تخللتها فترات انقطاع يعود الأمر فيها إلى بعض الأمراء من آل زيد بموجب التكاليف السلطانية.
أصبحت السلطة ثنائية بين الشريف محمد بن عون والوالي العثماني وبدأ التنافس بينهما، الأمر الذي أدى إلى تدخل الدولة العثمانية، وعملت على إبعاد محمد بن عون وأبنائه إلى الآستانة سنة 1851، هذا بالإضافة إلى رغبة الشريف محمد بن عون في التوسع خارج الحجاز، وهو الأمر الذي لم تكن الدولة العثمانية توافقه عليه.

## نسبه
يعود نسب الشريف محمد بن عبد المعين إلى «الحسن بن علي بن أبي طالب» حفيد النبي محمد من ابنته فاطمة الزهراء.
فنسبه هو محمد بن عبد المعين بن عون بن محسن بن عبد الله بن الحسين بن عبد الله بن الحسن بن محمد أبو نمي الثاني بن بركات الثاني بن محمد الأول بن بركات الأول بن الحسن بن عجلان بن رميثة بن محمد أبو نمي الأول بن أبو سعد الحسن بن علي الأكبر بن قتادة بن إدريس بن مطاعن بن عبد الكريم بن عيسى بن الحسين بن سليمان بن علي بن عبد الله الأكبر بن محمد الثائر بن موسى الثاني بن عبد الله الشيخ الصالح بن موسى الجون بن عبد الله المحض بن الحسن المثنى بن الحسن بن علي بن أبي طالب الهاشمي القرشي.

## ذريته
تزوج صالحه بنت ظافر بن غرم بن مجدوع من اسرة العسابلة من الكلاثمه من بنو نصر من بنو شهر من رجال الحجر، وأنجب الشريف محمد بن عون ستة من الذكور وأربعة من الإناث. أما أبناءه الذكور فهم:
- عبد الله بن محمد بن عبد المعين (ابنه البكر).
- علي بن محمد بن عبد المعين
- الحسين بن محمد بن عبد المعين
- عون الرفيق بن محمد بن عبد المعين.
- عبد الإله بن محمد بن عبد المعين
- سلطان بن محمد بن عبد المعين

| المناصب السياسية | المناصب السياسية             | المناصب السياسية               |
| ---------------- | ---------------------------- | ------------------------------ |
| سبقه             | أمراء الحجاز 1243هـ - 1274هـ | تبعه علي بن محمد بن عبد المعين |